# 西寺尾村
西寺尾村（にしてらおむら）は長野県更級郡にあった村。概ね現在の長野市松代町西寺尾・篠ノ井西寺尾・篠ノ井杵淵にあたる。

## 地理
- 河川：千曲川

## 歴史
- 1889年（明治22年）4月1日 - 町村制の施行により、西寺尾村・杵淵村の区域をもって発足。
- 1955年（昭和30年）4月1日 - 埴科郡松代町・豊栄村・寺尾村と合併し、改めて松代町が発足。同日西寺尾村廃止。
- 1957年（昭和32年）8月1日 - 旧村域の一部（杵淵および西寺尾のうち川西地区）が更級郡篠ノ井町に編入。

## 交通

### 道路
現在は旧村域に上信越自動車道の長野インターチェンジの敷地の一部が所在するが、当時は未開通。